# Perlez
Perlez (in serbo Перлез?) è un villaggio appartenente alla municipalità di Zrenjanin, nel distretto del Banato Centrale della provincia autonoma di Voivodina in Serbia. Il villaggio ha una popolazione di 3 810 abitanti (censimento 2002) a maggioranza etnica serba.